# Dipartimento di La Paz (El Salvador)
Il dipartimento di La Paz è uno dei 14 dipartimenti di El Salvador, istituito nel febbraio 1852. Si trova nella parte centrale del paese.

## Comuni del dipartimento
- Cuyultitán
- El Rosario
- Jerusalén
- Mercedes La Ceiba
- Olocuilta
- Paraíso de Osorio
- San Antonio Masahuat
- San Emigdio
- San Francisco Chinameca
- San Juan Nonualco
- San Juan Talpa
- San Juan Tepezontes
- San Luis
- San Luis La Herradura
- San Miguel Tepezontes
- San Pedro Masahuat
- San Pedro Nonualco
- San Rafael Obrajuelo
- Santa María Ostuma
- Santiago Nonualco
- Tapalhuaca
- Zacatecoluca (capoluogo)